# Etiopiensparv
Etiopiensparv (Passer swainsonii) är en fågel i familjen sparvfinkar inom ordningen tättingar, förekommande i nordöstra Afrika.

## Utseende
Etiopiensparv är en 16 centimeter lång fågel där könen är lika, grå under och på huvudet, brun ovan. Den liknar nära släktingen bysparv (Passer griseus) men är mörkare, framför allt på huvud och axlar. Svårt att se är ett vitt band på axeln samt blekt kastanjefärgad stjärt och övergump.

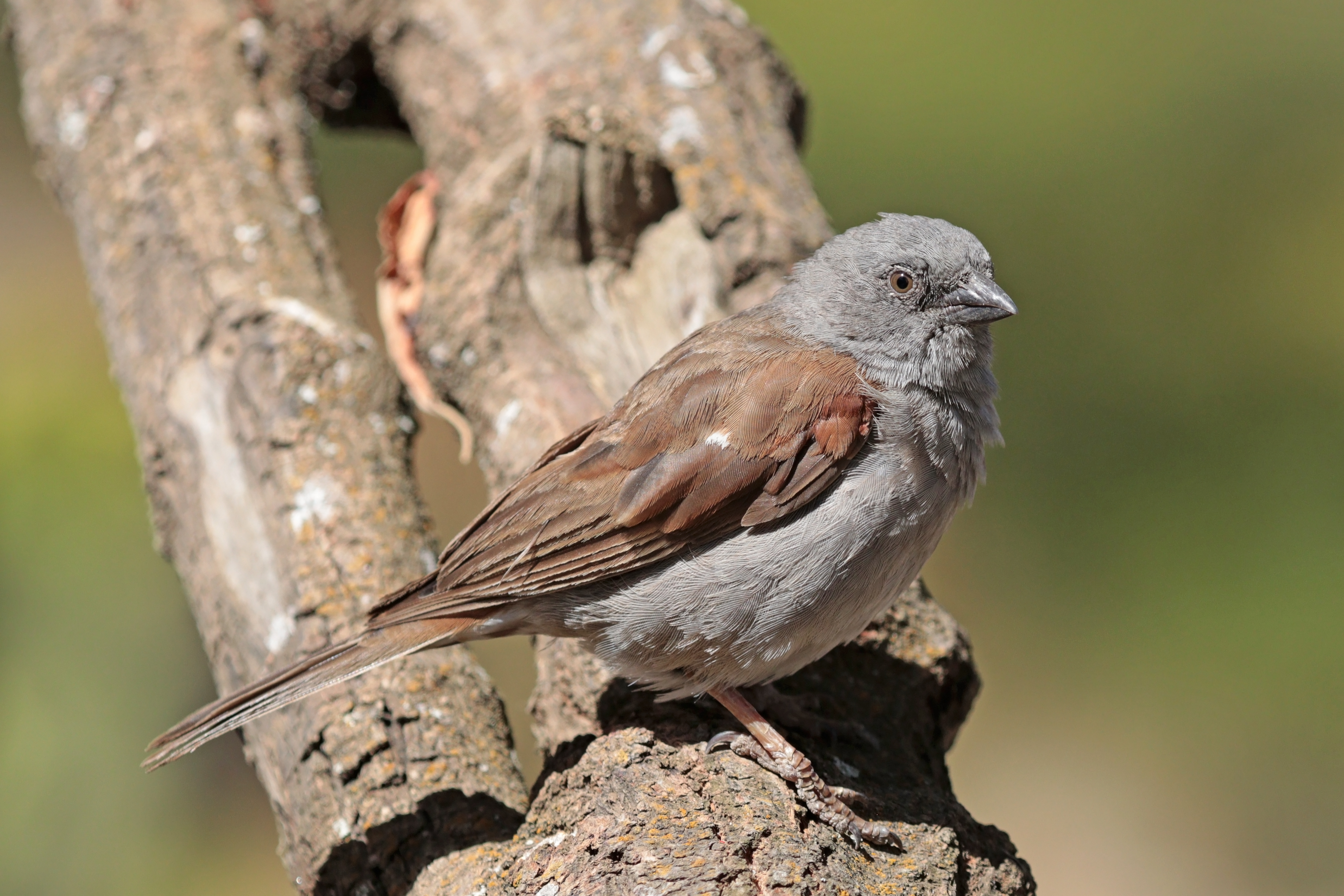

## Utbredning och systematik
Fågeln förekommer från allra nordöstligaste Sudan till Etiopien, norra Somalia och norra centrala Kenya. Den behandlas ibland som en underart till bysparv. Den behandlas som monotypisk, det vill säga att den inte delas in i några underarter.

## Levnadssätt
Fågeln förekommer i bergstrakter, våtmarker, öppen skog, saavann och buskiga gräsmarker, framför allt i närheten av människan. I Eritrea ses den på öppen platå på 1200 meters höjd, i Etiopien mellan 1200 och 4500 meter.
I många etiopiska byar och städer är etiopiensparven vanlig, på samma sätt som gråsparven i Europa och delar av Asien. Fågeln lever huvudsakligen av fröer och säd, men även insekter.

### Häckning
Etiopiensparvens bo är ett löst formad boll av gräs och fjädrar. Det placeras på grenar, i palmkronor eller i trädhål, men även i hål i byggnader och i gamla fågelbon tillhörande etiopiensvala eller brunstrupig backsvala. Den har till och med gått in i aktiva bon och föst bort backsvaleungar för att ta över boet. Etiopiensparven lägger tre till sex vita ägg med bruna och grå fläckar. I Eritrea häckar den mellan januari och mars samt maj till november, i Etopien från april till december.
Efter häckning samlas den i stora flockar med flera hundra individer. Dessa kan orsaka skador i trädgårdar och i jordbruksområden.

## Status och hot
Arten har ett stort utbredningsområde och en stor population med stabil utveckling och tros inte vara utsatt för något substantiellt hot. Utifrån dessa kriterier kategoriserar internationella naturvårdsunionen IUCN arten som livskraftig (LC). Världspopulationen har inte uppskattats men den beskrivs som ganska vanlig eller vanlig.

## Namn
Fågelns vetenskapliga artnamn hedrar den engelske naturforskaren, konstnären och samlaren William Swainson (1789-1855). Tidigare kallades den swainsonsparv även på svenska, men tilldelades 2023 ett mer informativt namn av BirdLife Sveriges taxonomikommitté.